# Camillo Schumann

Camillo Schumann 1896

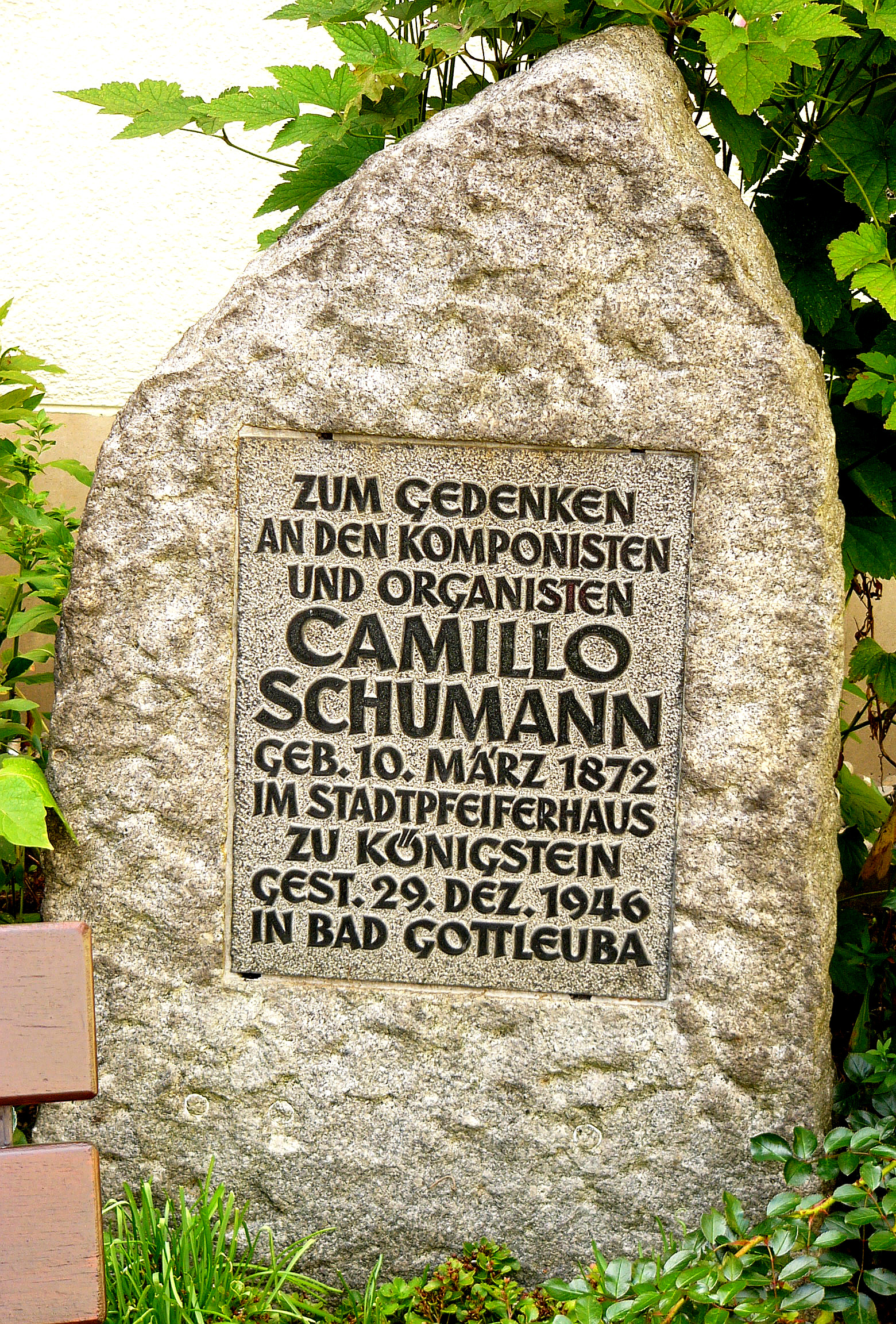
Gedenkstein für Camillo Schumann in Königstein, 1972 errichtet

Camillo Schumann (* 10. März 1872 in Königstein; † 29. Dezember 1946 in Bad Gottleuba) war ein spätromantischer deutscher Komponist und Organist.

## Biografie
Camillo Schumann wurde im Frühjahr 1872 als eines von insgesamt zwölf Kindern des Stadtmusikdirektors Clemens Schumann sen. (1839–1918) und dessen Ehefrau Camilla Ottilie, geb. Müller, im Stadtpfeiferhaus in Königstein geboren. Sein älterer Bruder war der Komponist Georg Schumann; weitere Geschwister waren Alfred Schumann (1868–1891), zuletzt Konzertmeister bei den Bremer Philharmonikern, und Clemens Schumann jun. (1876–1938), von 1900 bis 1936 Geiger in der Dresdner Staatskapelle.
Camillo Schumann erhielt seinen ersten Unterricht, ebenso wie seine Brüder, beim Vater und erlernte bereits während seiner frühen Kindheit mehrere Instrumente. Von 1889 bis 1893 wurde er erst für kurze Zeit am Dresdner, dann am Leipziger Konservatorium von Carl Reinecke, Salomon Jadassohn, Bruno Zwintscher, Paul Homeyer und anderen ausgebildet. In den Jahren 1894 und 1895 folgte ein Studium bei Woldemar Bargiel und Robert Radecke in Berlin.
Während seiner Berliner Zeit war Schumann vertretungsweise als Organist in einigen größeren Kirchen tätig. Am 1. Oktober 1896 nahm er die Stelle als hauptamtlicher Organist an der Hauptkirche St. Georg zu Eisenach sowie an der dortigen Wartburgkapelle an. Im Jahr 1906 wurde ihm der Titel Großherzoglich Sächsischer Musicdirector und Hoforganist verliehen.
Schumann veranstaltete in Eisenach zahlreiche Orgel- und Kammerkonzerte – teils auch unter Beteiligung seiner Brüder Georg und Clemens jun. – und setzte sich besonders für die Pflege der Musik Johann Sebastian Bachs in dessen Geburtsstadt ein.
Im April 1914 übersiedelte er nach Bad Gottleuba, übernahm noch einige kirchenmusikalische Engagements in der Nähe seines Wohnortes, widmete sich abseits der höfischen Verpflichtungen jedoch zunehmend seiner kompositorischen Arbeit. Schumann starb hier am 29. Dezember 1946. Sein Grab existiert noch heute. In seiner Geburtsstadt Königstein wurde 1972 ein Gedenkstein zu seinem Andenken errichtet.

## Werke

### Cellosonaten
- Cellosonate Nr. 1 op. 59 (Erstausgabe erschienen bei Breitkopf & Härtel, Wiesbaden 2017)
- Cellosonate Nr. 2 op. 99 (1932; Erstausgabe erschienen bei Breitkopf & Härtel, Wiesbaden 2017)
- Cellosonate Nr. 3 op. 118a

### Chorwerke
- Mägdlein saß im Wald und Moos op. 25
- Sechs heitere Lieder op. 33
- Fünf Lieder op. 37a
- Lobgesang-Psalm op. 70
- Sechs Lieder op. 73
- Zwei Chöre op. 87

### Duos
- Andante cantabile sostenuto für Violine und Orgel op. 3
- Rezitativ und Adagio für Violoncello und Orgel op. 9
- Moment musical op. 15
- Zwei Vortragsstücke für Violine und Klavier op. 17
- Larghetto für Violine und Orgel op. 19
- Barcarole op. 21
- Fantasiestück für Oboe und Klavier op. 31
- Zwei Stücke für Violine und Klavier op. 35
- Drei Fantasiestücke für Klarinette und Klavier op. 74
- Drei Vortragsstücke für Waldhorn und Klavier op. 82
- Andante und Humoreske op. 95
- Choralvariationen und Fuge zu dem Choral "Befiehl du deine Wege" für Violine und Orgel op. 106
- Vier Stücke für Violine und Orgel op. 109
- Drei Stücke für Violine und Klavier op. 122
- Drei Stücke für Oboe und Klavier op. 126a
- Sechs Stücke für Violine und Klavier op. 139
- Zwei Stücke für Violine und Klavier op. 146
- Drei Vortragsstücke für Violine und Klavier o.op.
- Zwei Stücke für Violine und Klavier o.op.
- Acht kleine Vortragsstücke für Violine und Klavier o.op.
- Zwei Stücke für Violoncello und Klavier o.op.
- 2 Stücke für Klarinette und Klavier o.op.
- Zwei Stücke für Violine und Klavier o.op.
- Sechs leichte Vortragsstücke für Flöte und Klavier o.op.
- Zehn Vortragsstücke für 2 Sopran- oder Tenorblockflöten o.op.
- Vier Vortragsstücke für Altflöte und Klavier o.op.
- Drei Vortragsstücke für 2 Sopran- oder Tenorblockflöten o.op.
- Andantino o.op.
- Pastorale o.op.
- Notturno für Violine und Orgel o.op.
- Adagio für Violoncello und Orgel o.op.
- Elegie für Violine und Orgel o.op.

### Flötensonate
- Flötensonate op. 123a

### Hornsonaten
- Hornsonate Nr. 1 op. 118b (Erstausgabe erschienen im Pfefferkorn Musikverlag, Leipzig 2015)
- Hornsonate Nr. 2 o.op. (Erstausgabe erschienen im Pfefferkorn Musikverlag, Leipzig 2015)

### Intermezzi
- Fünf Intermezzi op. 91

### Sonstige Kammermusiken
- Zwei Stücke für Englischhorn op. 80
- 2 Solostücke für Violine op. 96
- Rezitativ und Romanze op. 126b
- Drei Stücke für Violine solo op. 132
- Pastorale o.op.
- Andante sostenuto o.op.

### Klarinettensonaten
- Klarinettensonate Nr. 1 B-Dur op. 112 (Erstausgabe erschienen im Pfefferkorn Musikverlag, Leipzig 2015)
- Klarinettensonate Nr. 2 Es-Dur op. 134 (Erstausgabe erschienen im Pfefferkorn Musikverlag, Leipzig 2015)
- Klarinettensonate Nr. 3 As-Dur o.op. (Fragment)
- Klarinettensonate Nr. 4 A-Dur o. op.

### Klavierwerke
- Sechs charakteristische Fantasiestücke op. 12a
- Fünf kleine instruktive Klavierstücke für die Jugend op. 14
- Drei Klavierstücke op. 15a
- Acht lyrische Tonstücke in Walzerform op. 18
- Skizzen aus dem Thüringer Wald op. 23
- Sechs kleine Vortragsstücke für die Jugend op. 28
- Zehn Klavierstücke op. 39
- Vier Klavierstücke op. 45a
- Acht Fantasiestücke op. 45b
- Die Jahreszeiten op. 56
- Sechs Klavierstücke op. 63
- Fünf Klavierstücke op. 66
- Hausmusik op. 71
- Zwei kleine instruktive Weihnachtsfantasien op. 86
- Acht Fantasiestücke op. 97
- Vier Klavierstücke op. 102
- Klavierstücke op. 116
- Vier Klavierstücke op. 120
- Fünf Klavierstücke op. 127
- Sechs Klavierstücke op. 129
- Acht Klavierstücke op. 136
- Fünf Klavierstücke op. 141
- Sechs Klavierstücke an Thekla op. 145
- Vier Klavierstücke op. 149
- Albumblatt o.op.
- Lied ohne Worte o.op.
- Miscellen o.op.
- Drei Charakterstücke o.op.
- Hausmusik o.op.
- Sechs Charakterstücke o.op.
- Zwölf Vortragsstücke o.op.
- Sechs Klavierstücke o.op.
- Sechs leichte Stücke o.op.
- Zwölf Charakterstücke o.op.
- Vier Klavierstücke o.op.
- Acht Klavierstücke (Heft 1) o.op.
- Acht Klavierstücke (Heft 2) o.op.
- Tanzweisen o.op.
- Acht Fantasiestücke o.op.
- Klavierstücke o.op.

- Sonatine für Klavier o.op.

- Scherzo für Klavier o.op.

### Klaviertrios
- Klaviertrio Nr. 1 op. 34
- Klaviertrio Nr. 2 op. 88
- Klaviertrio Nr. 3 op. 93

### Konzertstücke
- Vier Konzertstücke op. 6
- Drei Konzertstücke op. 7
- Zwei Konzertstücke op. 14a
- Zwei Konzertstücke op. 20
- Drei Konzertstücke op. 26a
- Zwei Konzertstücke op. 85
- Drei Konzertstücke op. 89
- Zwei Konzertstücke op. 158

### Lieder
- Drei Lieder op. 1
- Drei geistliche Lieder op. 11
- Zwei Lieder op. 13
- Abendfeier o.op.
- 15 ausgewählte Lieder o.op.

### Märsche
- Marsch für 2 Blockflöten und Violine o.op.
- Kleiner Marsch o.op.
- Feierlicher Marsch o.op.

### Mazurka
- Mazurka op. 42

### Menuett
- Menuett aus der Suite Nr. 2 op. 30

### Notturni
- Notturno op. 24
- Notturno op. 45

### Oboensonate
- Oboensonate op. 105

### Sonstige Orchesterwerke
- Larghetto op. 19a
- Andante und Capriccio op. 36
- Drei Stücke für Streichorchester op. 44
- Fantasiestück für Violine und kleines Orchester o.op.
- Rezitativ für Violoncello und Orchester o.op.
- Fantasiestück für Klarinette und Orchester o.op.
- Sinfonisches Andante cantabile o.op.
- Capriccio für Flöte und Streichorchester o.op.

### Orgelwerke
- Orgelsonate Nr. 1 op. 12 d-Moll
- Orgelsonate Nr. 2 op. 16 B-Dur
- Orgelsonate Nr. 3 op. 29 c-Moll
- Orgelsonate Nr. 4 op. 67 F-Dur
- Orgelsonate Nr. 5 op. 40 g-Moll (im Manuskript: op. 87)
- Orgelsonate Nr. 6 op. 110 a-Moll
- Fest-Präludium in Marschform op. 2
- Zwei Choralfantasien op. 8
- Fantasie und Fuge über „Eine feste Burg“ op. 10
- Postludium zu dem Liede „O dass ich tausend Zungen hätte“ op. 22
- Vier leichte getragene Vortragsstücke op. 83
- Concert-Präludium und Fuge zu dem Choral „Nun danket alle Gott“ op. 100
- Zwei Präludien und Fugen op. 123
- Choralvorspiele op. 126
- Choralvorspiele op. 131
- Choralvorspiele op. 135
- Zehn Choralvorspiele op. 142
- Choralvorspiele op. 148
- Zwölf Choralvorspiele o.op.
- Vierzehn Choralvorspiele o.op.
- Vierzehn leichte Choralvorspiele o.op.
- Elf Choralvorspiele o.op.
- Zehn Choralvorspiele o.op.
- Sechs Fugen für Orgel o.op.

### Harmoniumwerke
- Suite F-Dur für Harmonium, 1905 op. 26
- Menuett aus der Suite Nr. 2 für Harmonium, 1908 op. 30
- Suite Nr. 2 D-Dur für Harmonium, 1908 op. 37
- Suite Nr. 3 f-Moll für Harmonium, 1911 op. 43
- 4 leichte getragene Vortragsstücke für Orgel (auch Harmonium) op. 83
- Sonate für Harmonium op. 103
- Choralvorspiele für Harmonium, 1917 op. 148
- Suite für Harmonium, 1942 o. op.

### Polonaisen
- Polonaise h-Moll op. 4
- Polonaise op. 64

### Quartette
- Vier kleine Vortragsstücke o.op.
- Zwei Stücke für 2 Tenorflöten und 2 Violinen o.op.
- Zwei Lieder o.op.

### Romanzen
- Romanze für Viola und Klavier op. 14b
- Romanze für Klarinette und Klavier op. 43a
- Romanze für Violine und Klavier op. 118
- Romanze für Violine und Orchester o.op.
- Romance o.op.
- Romanze für Violoncello und Klavier o.op.
- Romanze für Klarinette und Klavier o.op.
- Romanze für Fagott und Klavier o.op.

### Serenaden
- Serenade für Klarinette und Klavier o.op.
- Serenade für Flöte und Streichorchester o.op.

### Streichquartette
- Streichquartett c-Moll op. 41
- Zwei Stücke für Streichquartett o.op.
- Streichquartett D-Dur o.op.

### Suiten
- Suite concertante op. 13a
- Suite Nr. 1 für Harmonium op. 26
- Suite Nr. 2 für Harmonium op. 37
- Suite Nr. 3 für Harmonium op. 43
- Suite für Klavier zu 4 Händen op. 50
- Suite für Klarinette und Klavier op. 102a
- Suite Nr. 4 für Harmonium op. 119
- Suite für Englischhorn und Klavier op. 129a
- Suite für Klavier op. 144
- Suite Nr. 5 für Harmonium op. 157
- Suite g-Moll o.op.
- Suite für Harmonium o.op.

### Tanz
- Sechs deutsche Walzer op. 62

### Trios
- Drei Vortragsstücke o.op.
- Acht kleine Stücke für 2 Blockflöten und Violine o.op.

### Variationen
- Choralvariationen und Fuge zu dem Choral „Befiehl du deine Wege“ op. 106
- Thema und zwölf Variationen für Klavier o.op.

### Violinkonzert
- Violinkonzert d-Moll op. 27

### Violinsonaten
- Violinsonate Nr. 2 op. 40a
- Violinsonate Nr. 3 op. 78
- Violinsonate Nr. 4 op. 124
- Violinsonate Nr. 5 op. 151
- Violinsonate Nr. 1 o.op.